# Tûranor PlanetSolar
MS Tûranor PlanetSolar, ali samo PlanetSolar je eksperimentalno plovilo na sončni pogon.
Z izpodrivom 85 ton je največja sončno gnana ladja na svetu. Zasnoval jo je LOMOcean Design, zgradilo pa podjetje Knierim Yachtbau v Kielu, Nemčija.
Maja 2012 je bilo prvo sončno gnano vozilo, ki je obkrožilo svet.
PlanetSolar je 31 metrov (35 m s krilci) dolgo plovilo, s širino 18 metrov (23 m s krilci). Nameščenih ima 500 m2 fotovoltaičnih modulov, ki imajo skupno moč 93 kW. Za shranjevanje energije uporablja 8,5 tonsko li-ion baterijo.Poganjata jo dva električna motorja s trajnim magnetom, vsak ima moč 60 kW, ima pa nameščena še dva 10 kW električna motorja. Plovilo lahko doseže hitrost do 14 vozlov.
Cena izgranje je bil €12,5 milijonov.
Ime Tûranor izhaja iz knjige Kralj prstanov in pomeni "moč sonca".